# Volando con Ritmo
Volando con Ritmo es el primer disco de la banda argentina Agapornis,lanzado por el sello discográfico Sony Music el 15 de octubre de 2012.

## Lista de canciones
La siguiente es la lista de canciones del álbum:
| N.º | Título                                       | Duración |
| --- | -------------------------------------------- | -------- |
| 1   | En El Muelle De San Blas (Maná)              | 3:54     |
| 2   | Persiana Americana (Soda Stereo)             | 3:24     |
| 3   | Tú (Shakira)                                 | 2:49     |
| 4   | Te Extraño, Te Olvido, Te Amo (Ricky Martin) | 2:33     |
| 5   | Corre (Jessey y Joy)                         | 3:21     |
| 6   | Tratar de Estar Mejor (Diego Torres)         | 3:35     |
| 7   | Someone Like You (Adele)                     | 4:00     |
| 8   | Todo Está En Vos (Abel Pintos)               | 3:02     |
| 9   | Dónde Están Corazón (Coti)                   | 2:42     |
| 10  | Si Te Vas (Shakira)                          | 3:06     |

## iTunes
El 16 de octubre de 2012, la banda batió un récord propio, el de tener 7 canciones en el Top 10 de descargas de iTunes, sólo superados por The Rolling Stones, Adele y PSY.